# Burg Springe
Die Burg Springe war eine Ende des 13. Jahrhunderts erbaute Burganlage der Grafen von Hallermunt in Springe in Niedersachsen. Seit dem 15. Jahrhundert war das Burgareal Amtssitz der Herzöge von Braunschweig. Während die ursprünglichen Burggebäude weitgehend verloren gingen, stehen die später entstandenen Gebäude heute unter Denkmalschutz. Heute befindet sich auf dem früheren Burgareal das Rathaus von Springe. In den früheren Wirtschaftsgebäuden ist das Museum auf dem Burghof untergebracht.

## Beschreibung
Nachdem die Grafen von Hallermunt 1282 ihre Stammburg, die Burg Hallermund am Kleinen Deister, an die Welfen verpfändet hatten, wählten sie Springe zu ihrem Sitz. Erstmals urkundlich erwähnt wird die Burg Springe 1388, als ein Bergfried genannt wird. Die Burg lag außerhalb der Stadtbefestigung des Ortes. 1411 fiel der Rest der Grafschaft Hallermunt mit der Burg in Springe an die Welfen. Auf Ersuchen der Städte Hannover, Münder, Pattensen und Eldagsen wurde die Burg 1435 abgebrochen. 
Auf dem Burggelände wurde ein Amtssitz der Herzogtums Braunschweig-Lüneburg errichtet. In den Stadtbränden von 1519 und 1626 wurde der Amtssitz schwer beschädigt. Die Gebäude wurden später zum Teil wieder errichtet und umgebaut. Die heutigen zwei- und dreigeschossigen Gebäude wurden auf den Grundmauern der früheren Anlage errichtet. Der Nordflügel des bestehenden Zweiflügelbaus stammt weitgehend noch aus der Zeit um 1500, ist aber im 18. und 19. Jahrhundert stark verändert worden. Der Ostflügel ist 1840 angefügt worden. Nordwestlich stehen sich große Wirtschaftsgebäude aus dem 16. Jahrhundert. Zudem haben sich Reste der Ringmauer der Burg und Teile der Wassergräben, die heute in eine angrenzende Parkanlage integriert sind. Nordöstlich des Amtshauses sind Reste eines Rondells als ca. 2 m hoher Hügel erkennbar.
Seit dem 15. Jahrhundert war die Burg Sitz des Amtes Springe im Fürstentum Calenberg. Bei der Gründung des Landkreises Springe im Jahr 1885 erhielt er hier seinen Sitz. Seit 1974 befindet sich die Stadtverwaltung Springe auf dem Areal.

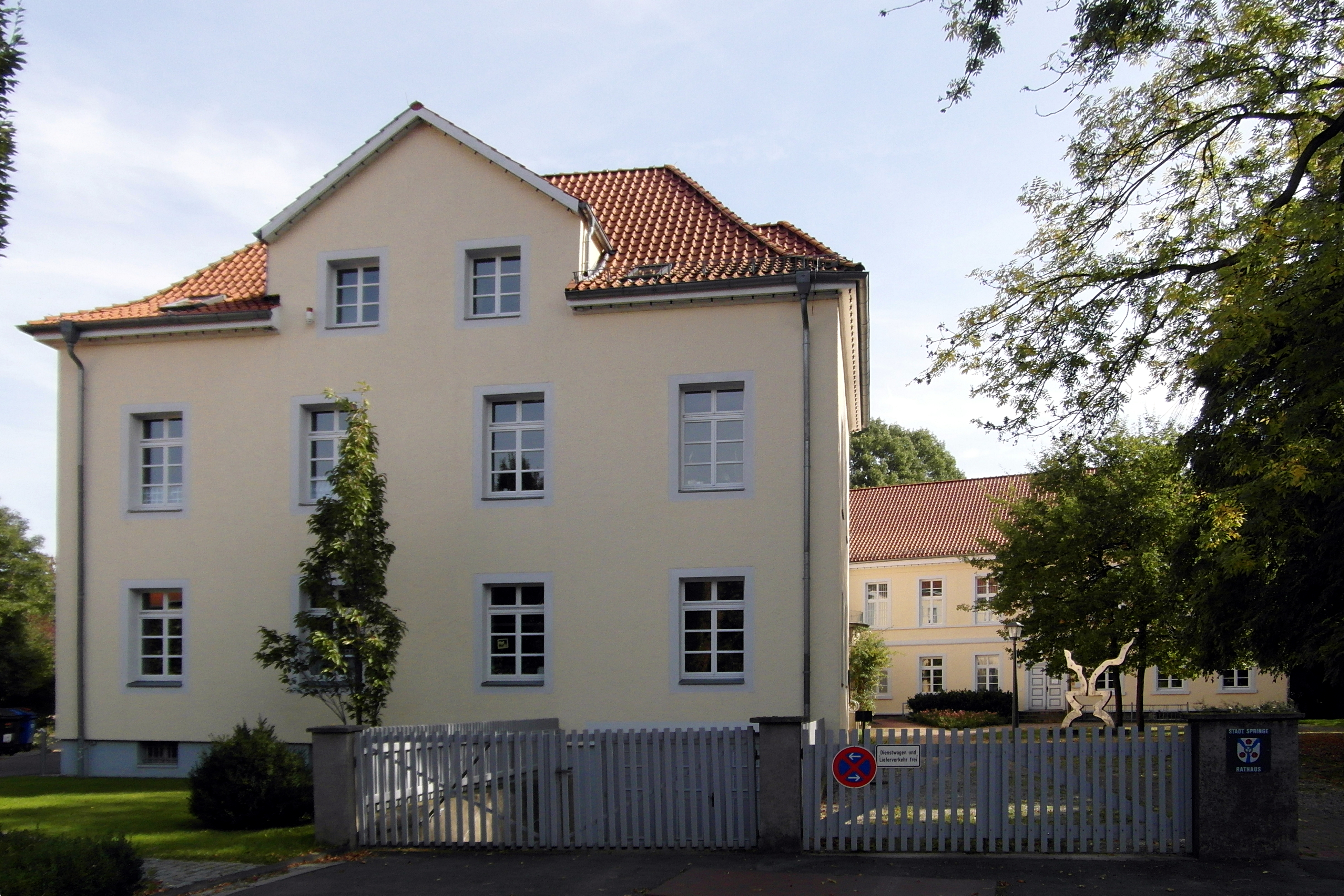
Rathaus Springe auf dem Burgareal
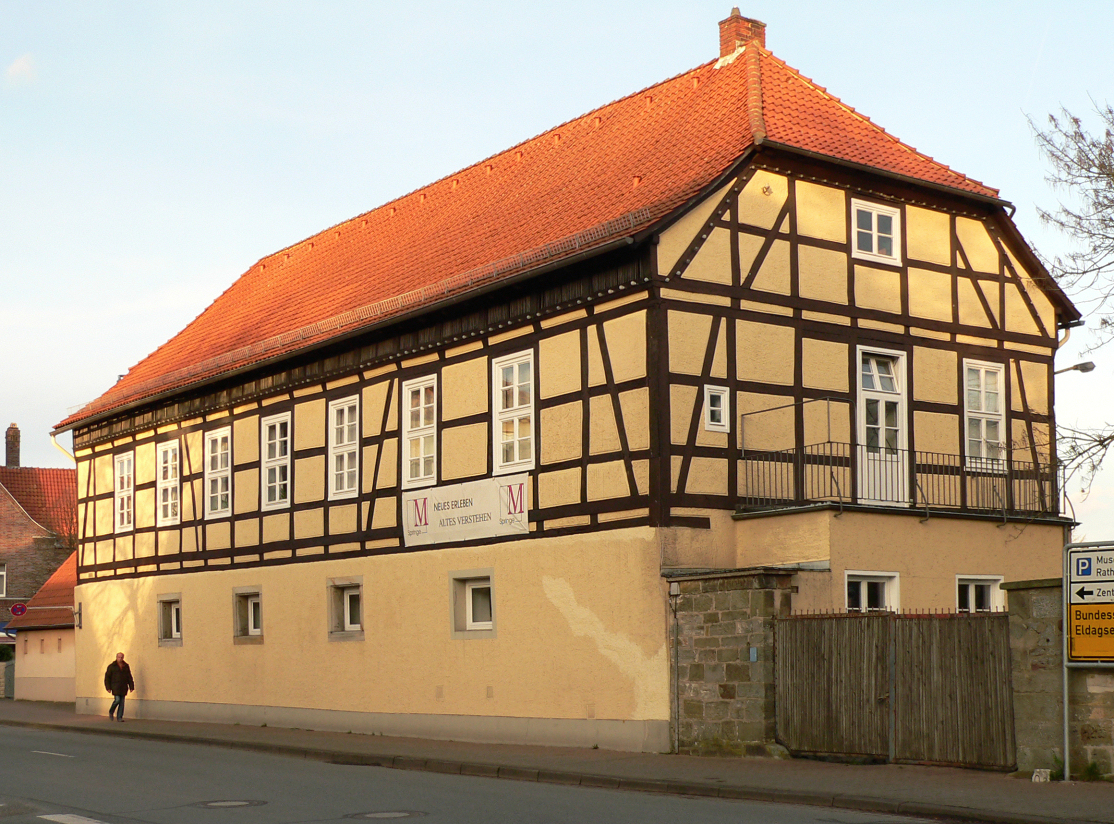
Museum auf dem Burghof
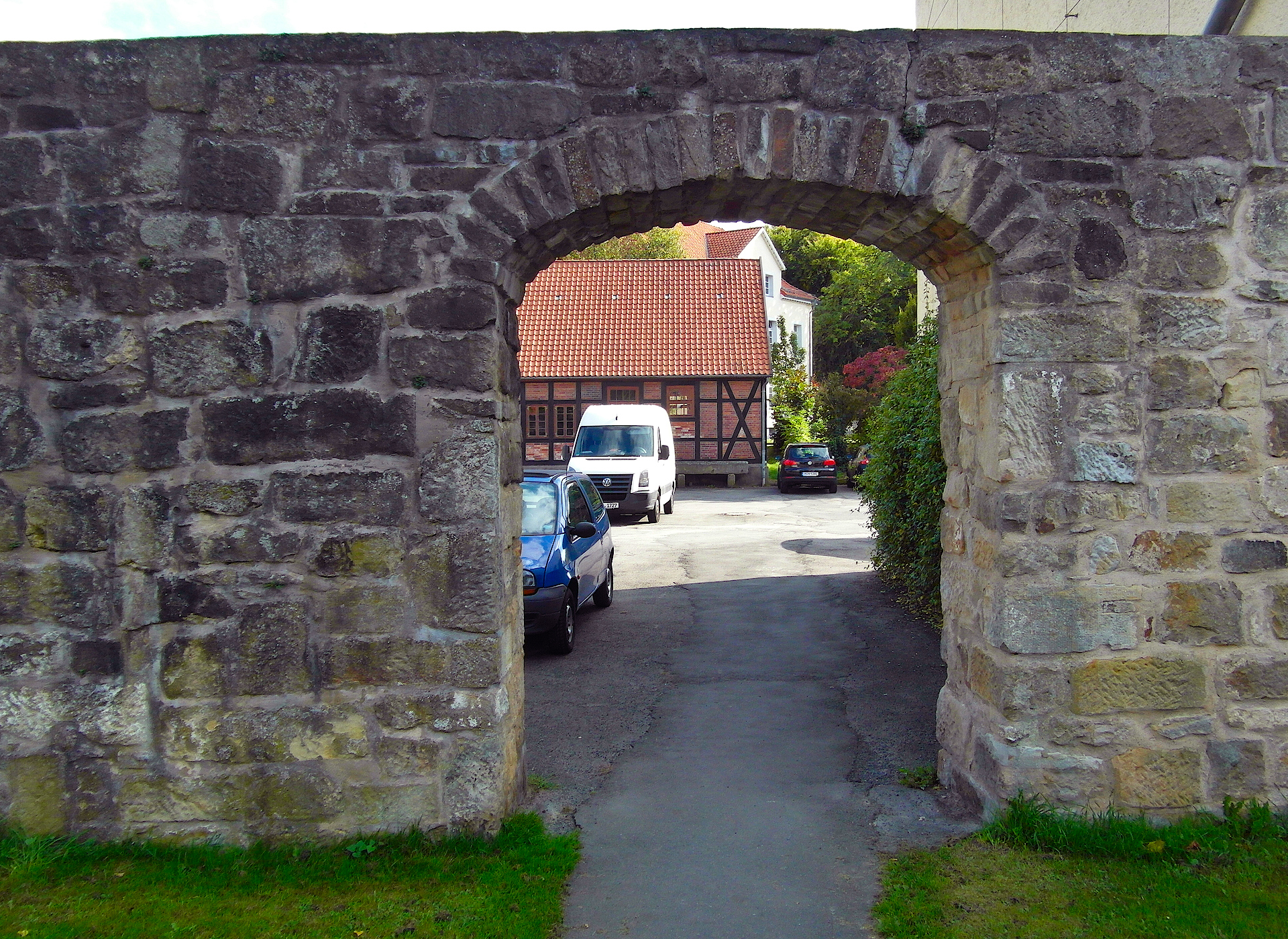
Mauerrest
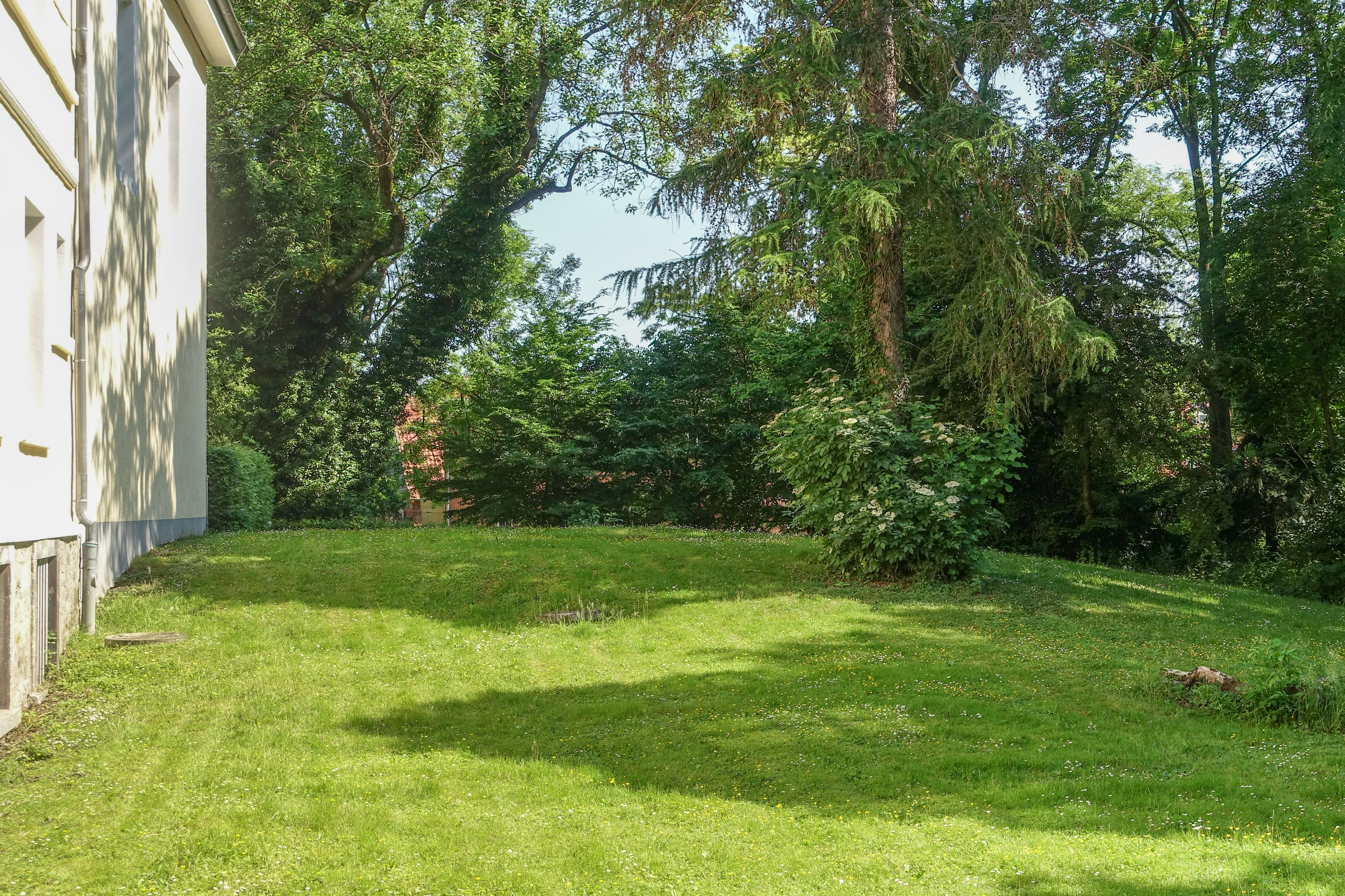
Der Rest des Rondells östlich des Amtshauses Springe